# Jovan Budisavljević
Jovan plemeniti Budisavljević, u narodu poznat i kao pop Jovo, u osobnoj iskaznici (legitimation karte): Johan von Budisavljević, (Pećane, 15. prosinca 1844. – Vrhovine, 19. siječnja 1894.) je bio pravoslavni svećenik i narodni zastupnik. Iz ugledne je ličke obitelji Budisavljević.

## Životopis
Jovanov djed bio je bojnik Mijat Budisavljević, kome je austrijski car Franjo dodijelio plemićki naslov. Pop Jovin otac je Dane (Danilo), Mijatov najmlađi sin, a stric mu je bio Bude Budisavljević (general). Otac Dane, kao najmlađi sin bojnika Mijata, ostao je kod kuće i bavio se poljodjelstvom. Oženio se Milicom i s njom je imao jednog sina Jovu. Jovan je osnovnu školu pohađao u Korenici i u Gospiću, gdje je stanovao kod strica Budislava (Bude) Budisavljevića. Po završenoj osnovnoj školi dvije je godine radio kao "kompanijski pisar" u Ličkom Osiku. Potpomognut od strica, upisao se 1858. u Karlovačku gimnaziju. Pritisnut neimaštinom i teškom bolešću, napušta gimnaziju u četvrtoj godini školovanja i ne završivši je vratio se kući. Upisao je 1864. Sjemenište (Bogosloviju) u Plaškom. Po završetku školovanja 1868. ostao je godinu dana u Sjemeništu kao zamjenik nastavnika i pisar kod Konzistorije. Kapelan u Vrelu župe (parohije) Koreničke rukopoložen je 12. travnja 1869. za đakona. Stečajnom ispitu za prezbitera podvrgao se 30. srpnja 1869. pred komisijom koju je u plaškom vodio protosinđel G. Jovanović. Iste godine postaje svećenik. Kraće vrijeme radio je kao kapelan u Tiškovcu i Vrelu Korenice, da bi od 1875. do smrti bio župnik (paroh) u Donjim Vrhovinama, danas Vrhovine. Kao pristaša narodnjaka dva puta je bio biran u Hrvatsko-slavonski sabor (1884, 1887). Zastupao je udbinski izborni kotar 1887-92. Često je vodio zapisnike saborskih sjednica. Bio je član Vladičanske konzistorije i Vladičanske skupštine. Njegov dopis listu Hrvatska od 4. lipnja 1890. dobro pokazuje njegovu aktivnost u Hrvatsko-slavonskom saboru i reakcije koje je ta aktivnost izazivala. Zanimao se za narodno stvaralaštvo i objavio neke narodne pripovijetke (Srbsko-dalmatinski magazin, 1868, 1869). Posjedovao je i bogatu knjižnicu. Najstariji sin bio mu je novinar i saborski zastupnik Budislav, a srednji sin bio je pisac i prevodilac Milan. Jedan Jovanov unuk poginuo je 1916. na Kajmakčalanu kao srpski dobrovoljac.
Drugi svećenik istoga imena i prezimena, Jovo Budisavljević, koji je bio svećenik u selu Mekinjar, umro je i ostavio je udovicu s 5 male djece. Tada se pokrenulo pitanje materijalnog obezbjeđivanja svećeničkih udovica, jer se do tada to pitanje zanemarivalo.